# Bernadotte (baronätt)

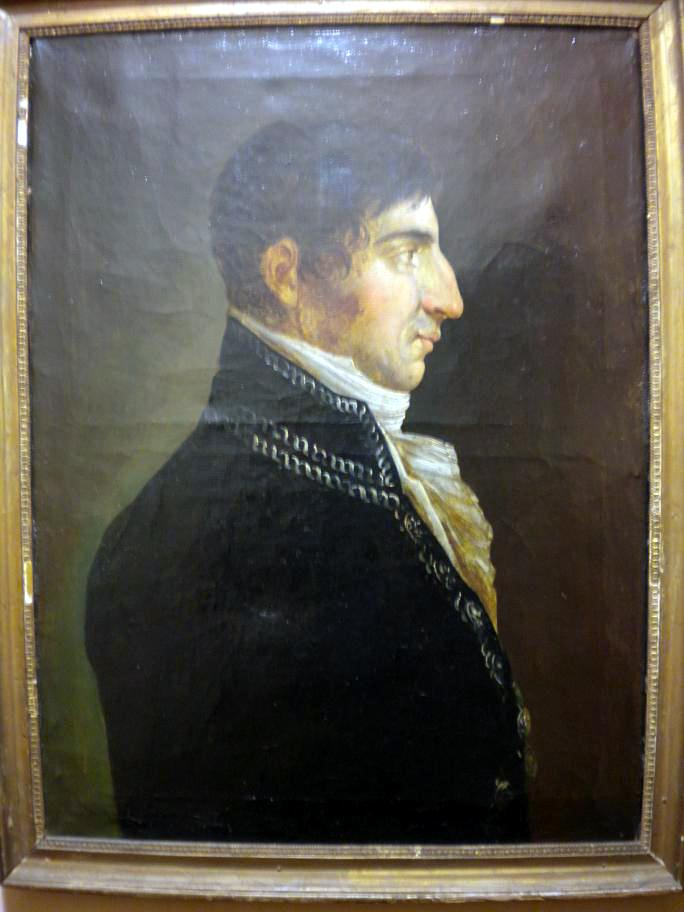
Baron Jean Évangéliste Bernadotte.

Bernadotte var en fransk adlig ätt med barons värdighet. Dess stamfader, advokaten Jean Évangéliste Bernadotte upphöjdes till baron av kejsardömet av Napoleon I den 18 augusti 1810. Detta efter uppmuntran av Bernadottes yngre broder och Sveriges nytillträdda kronprins Karl Johan. Ätten fördes vidare enligt manlig primogenitur och utgick på svärdssidan med den femte baronen Louis Henry Bernadotte (1877–1966); den lever vidare på kvinnolinjen via statstjänstemannen Bertil Bernadotte som återtagit släktnamnet. Baronerna bodde på det lilla slottet Louvie i Jurançon inte långt från Pau. (En äldre gren av släkten Bernadotte härstammande från farfaderns bror André har Sebastien Bernadotte utanför Paris som huvudman.)